# Brian McGuire
Brian McGuire (Melbourne, 13 de dezembro de 1945 — Brands Hatch, 29 de agosto de 1977) foi um automobilista australiano.
Piloto de corridas experiente na Austrália, migrou para a Europa, em companhia do amigo e futuro campeão mundial de pilotos Alan Jones, na tentativa de sucesso no automobilismo. Depois de correr de F-3, comprou em 1976 um Williams de Fórmula 1 de 1975, para disputar o British Shellsport (categoria com carros de Fórmula 1 e Fórmula 5000), conseguindo uma vitória em Thruxton. Ele remodelou este carro, e apareceu nos treinos para o GP da Grã-Bretanha com o carro, denominado McGuire BM1, equipado com motor Coswosth, não conseguindo passar da pré-classificação realizada numa quarta-feira. Foi sua única tentativa (não largou no mesmo GP da Grã-Bretanha, em 1976).
Brian McGuire faleceu um mês e meio depois, no dia 29 de agosto, devido a um acidente numa prova de clubes em Brands Hatch. Tinha 31 anos.